# Chiesa di Santa Maria Assunta (Scanzorosciate)
La chiesa di Santa Maria Assunta è la Chiesa parrocchiale di Rosciate, frazione di Scanzorosciate, in provincia e diocesi di Bergamo; facente parte del vicariato di Scanzo-Seriate. La chiesa conserva il dipinto dell'Assunzione di Maria al cielo lavoro di Giovan Battista Epis.

## Storia
Un'antica parrocchiale intitolata a Maria pare che fosse presente sul territorio di Rosciate già dal XIV secolo. La chiesa originaria, a un'unica navata e completa di quattro altari a carattere votivo, nell'Ottocento venne sostituita da un nuovo luogo di culto realizzato su disegno dell'architetto Antonio Cominazzi, la cui costruzione ebbe inizio nel 1829 e terminò nel 1840 con la consacrazione a santa Maria Assunta il 10 ottobre 1841 dal vescovo Carlo Gritti Morlacchi che portò in dono le reliquie dei santi Clemente, Placido e Marcella, collocate nella mensa dell'altare maggiore.
La torre campanaria fu eretta fra il 1908 e il 1911, su disegno dell'ingegnere Ernesto Caffi, in sostituzione del campanile già a servizio della chiesa vecchia. Il progetto riprese quello precedentemente realizzato dallo stesso Caffi per la chiesa di Sant'Anna.

## Descrizione

### Esterno
La chiesa è preceduta dal sagrato in "borlanti" (ciottoli di fiume arrotondati per effetto dell'azione dell'acqua) con disegno floreale e delimitato da paracarri in pietra. La facciata presenta un grande pronao composto da tre grandi arcate a tutto sesto, le due laterali di minori dimensioni. Quella centrale con volta a botte che poggia su quattro pilastri che esternamente si presentano come semicolonne complete di ampio zoccolo e culminanti con capitello corinzio. La parte è completa dai due affreschi delle Nozze di Cana e la Salita di Gesù al Calvario.

### Interno
L'interno del tempio con copertura a cupola è a croce greca, ampie lesene complete di zoccolatura e capitelli d'ordine corinzio sorreggono la trabeazione e il cornicione. La cappella dedicata alla con pala d'altare raffigurante Madonna con Bambino e santi Carlo e Pantaleone è posta nel transetto di sinistra e quella intitolata alla Madonna in quello di destra. La zona presbiteriale, a pianta rettangolare, è raggiungibile da quattro gradini ed è completa di copertura a tazza con pennacchi. Il coro absidato presenta copertura a catino con finestre voltate e l'affresco della crocifissione, e con il coro ligneo. La chiesa ospita la grande statua della Madonna Assunta di Angelo Virgilio Vavassori che era stata commissionata per la chiesa basilica mariana.
L'aula conserva le tele della Cacciata dal paradiso terrestre e la Presentazione al Tempio di Giovanni Battista e Giuseppe Epis nella zona absidale; la tela dell'Assunta opera del 1627 di Gian Paolo Cavagna. Di Antonio Cifrondi sono le tele dell'Ultima cena e delle Nozze di Cana sono presenti sulla controfacciata a fianco dell'ingresso principale. L'altare maggiore è progetto di Luigi Fontana. Anche i locali della sagrestia conservano tele di pregio tra cui la Madonna del Rosario, la Sacra famiglia e il Miracolo della mula.